# Pyhäjärvi, Kiruna
Pyhäjärvi är en sjö i Kiruna kommun i Lappland och ingår i Torneälvens huvudavrinningsområde. Sjön har en area på 0,113 kvadratkilometer och ligger 358,8 meter över havet. Pyhäjärvi ligger i Torneträsk-Soppero fjällurskog Natura 2000-område.

## Delavrinningsområde
Pyhäjärvi ingår i det delavrinningsområde (754952-177057) som SMHI kallar för Ovan Lihajoki. Medelhöjden är 348 meter över havet och ytan är 54,22 kvadratkilometer. Räknas de 35 avrinningsområdena uppströms in blir den ackumulerade arean 488,98 kvadratkilometer. Saankijoki som avvattnar avrinningsområdet har biflödesordning 3, vilket innebär att vattnet flödar genom totalt 3 vattendrag innan det når havet efter 326 kilometer. Avrinningsområdet består mestadels av skog (76 procent) och sankmarker (21 procent). Avrinningsområdet har 1,46 kvadratkilometer vattenytor vilket ger det en sjöprocent på 2,7 procent.